# Scuderia Ferrari
Scuderia Ferrari is de racedivisie van de Italiaanse autofabrikant Ferrari en het raceteam dat deelneemt aan Formule 1-races. Het team heeft de bijnaam "Het steigerende paard" (naar het Italiaanse Il Cavallino Rampante), verwijzend naar het logo. De Scuderia is het oudste raceteam in de Formule 1 en behaalde successen met coureurs als Alberto Ascari, Juan Manuel Fangio, Mike Hawthorn, Phil Hill, John Surtees, Niki Lauda, Jody Scheckter, Michael Schumacher en Kimi Räikkönen.

## Geschiedenis

### 1929-1938

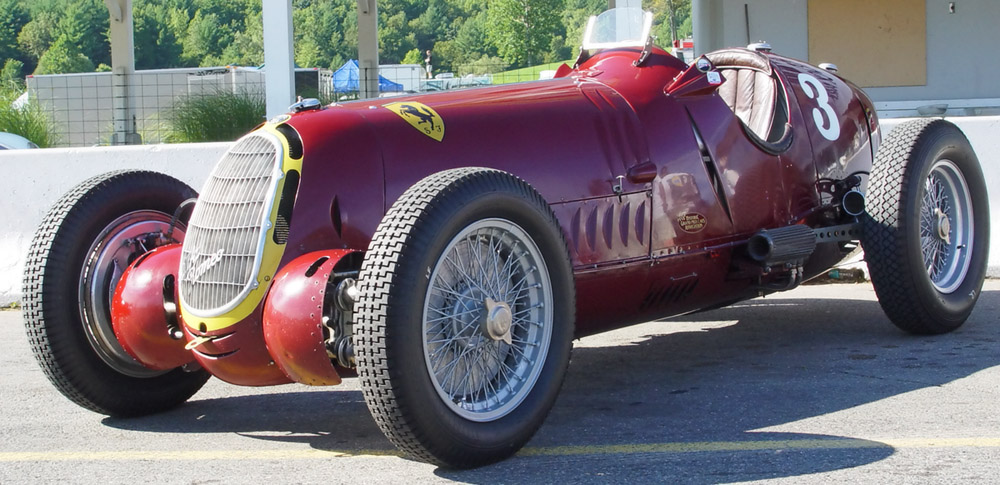
Alfa Romeo 8C 2900 Scuderia Ferrari

In 1929 richtte Enzo Ferrari samen met Alfredo Caniato en Mario Tadini Scuderia Ferrari op in Modena met als doel coureurs een kans te geven in de autosport. Als wagens gebruikte hij vooral Alfa Romeo's, en Scuderia Ferrari groeide uit tot de officiële racedivisie van Alfa Romeo in 1933. In 1938 nam Alfa Romeo weer zelf de racedivisie in handen en werd de racedivisie omgedoopt in Alfa Corse. Enzo verliet Alfa Romeo in 1939, maar moest hun beloven dat hij de naam Scuderia Ferrari de komende vijf jaar niet zou gebruiken. Hij gebruikte aanvankelijk de naam Auto Avio Costruzioni. Na de Tweede Wereldoorlog begon hij uiteindelijk met het ontwikkelen van zijn eigen wagens onder de naam Scuderia Ferrari.

### 1950-1964
Ferrari debuteerde in de Formule 1 in 1950 bij de Grand Prix van Monaco met een F1-versie van de Ferrari 125. Het is hiermee het oudste team dat nog steeds actief is in de Formule 1. Veel potten werden er echter nog niet gebroken in het eerste jaar; Alfa Romeo domineerde het hele seizoen. Op 14 juli 1951 brak Froilán González op Silverstone de zegereeks van Alfa en zorgde hij voor de eerste overwinning van Ferrari. In 1952 won Alberto Ascari zes Grand Prix achter elkaar en werd Ascari de eerste wereldkampioen in een Ferrari. Een jaar later was hij opnieuw de beste coureur en won hij vijf races. Hierna nam de overmacht van Ferrari tijdelijk af.

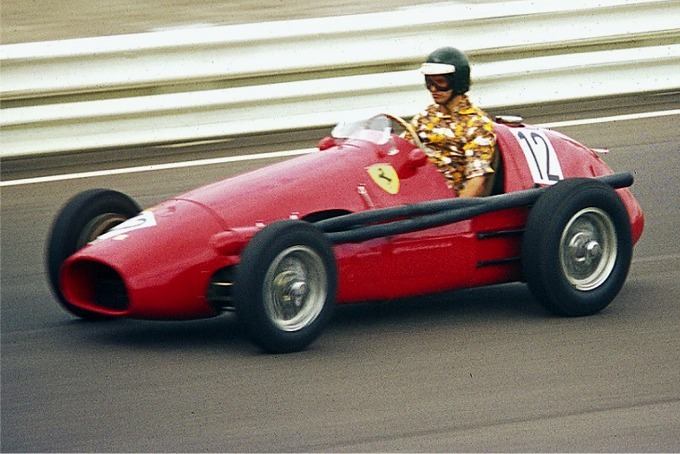
Ferrari 500 uit 1953/54

In 1956 ging Ferrari samenwerken met Lancia. Het had meteen resultaat, want Juan Manuel Fangio werd onmiddellijk wereldkampioen. Omdat Fangio niet goed met Enzo Ferrari kon opschieten, vertrok hij na één seizoen. Ferrari beleefde een rampjaar en behaalde geen enkele zege. In 1958 werd alles weer goedgemaakt. Met slechts één overwinning, maar met vijf tweede plaatsen werd Mike Hawthorn zeer verrassend de derde wereldkampioen voor Ferrari. In de volgende twee jaren waren er nog wat kleine successen te vieren, maar geen kampioenschappen meer.
In 1961 behaalde Ferrari voor het eerst de constructeurstitel. De titel bij de coureurs leek naar de Ferrari-coureur Wolfgang von Trips te gaan, maar in Monza verongelukte hij dodelijk en zijn teamgenoot Phil Hill werd wereldkampioen. Het seizoen daarna was een slecht seizoen voor Ferrari. Een tweede plaats voor Hill in Monaco was het beste resultaat. In 1963 haalde John Surtees de enige zege voor Ferrari, het jaar daarop werd Surtees wereldkampioen.

### 1965-1995

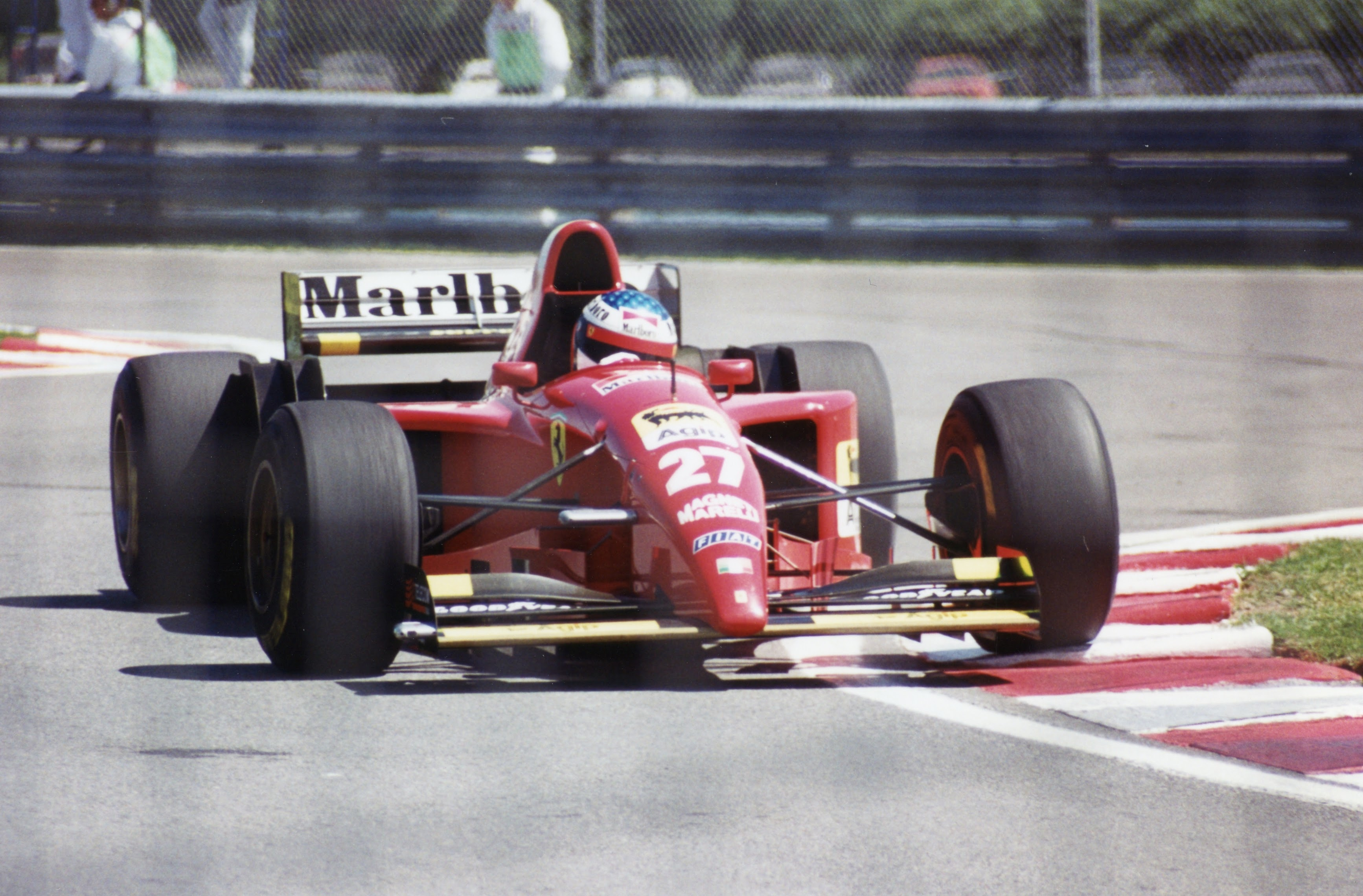
Ferrari 412 T2 F1 bolide uit 1995 (Jean Alesi aan het stuur)

In 1968 verkocht de stichter, Enzo Ferrari, 90% van zijn personenwagenzaak en 50% van de Scuderia Ferrari aan Fiat. In dat jaar zorgde de Belg Jacky Ickx voor de enige overwinning van het team. In 1970 won Jacky Ickx in zijn Ferrari nog drie Grote Prijzen en werd hij tweede in het kampioenschap. Van 1971 tot 1974 was het echter crisis bij Ferrari: soms was het team gewoon niet competitief genoeg, dan weer misten ze de titel op een haar na. De terugkeer van hun ware kracht kwam in 1974. De vier daaropvolgende jaren won Ferrari de constructeurstitel. Niki Lauda werd bovendien wereldkampioen in 1975 en 1977. In 1976 was dit waarschijnlijk ook het feit geweest als hij zijn ongeluk op de Nürburgring niet had gehad (Lauda eindigde het seizoen met 1 punt achterstand op James Hunt). Ferrari eindigde de jaren 70 in stijl. Jody Scheckter werd in 1979 wereldkampioen en het rode team won ook de constructeurstitel. Deze vele titels zouden de laatste zijn voor een lange periode. In de jaren 80 kon slechts tweemaal de constructeurstitel behaald worden en in de eerste helft van de jaren 90 werd vrijwel niets behaald. In 1990 kwam Alain Prost dicht bij de rijderstitel, maar na een startongeluk met rivaal Ayrton Senna in Japan ging de wereldtitel naar de Braziliaan.

### 1996 tot heden

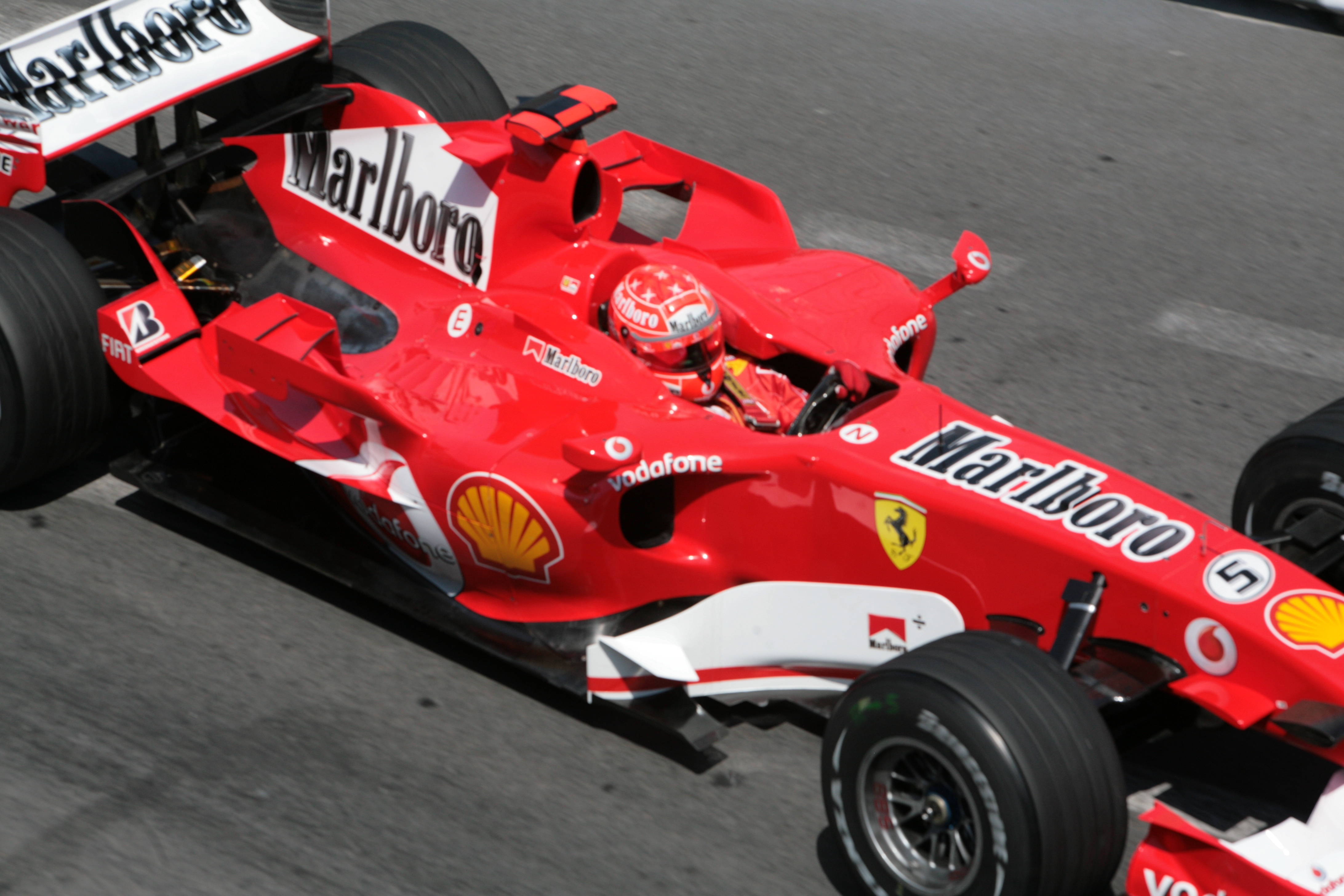
Michael Schumacher, de succesvolste Ferrari Formule 1-rijder in actie in Monaco in 2006

In 1996 arriveerde Michael Schumacher bij het rode team. Vanaf dat moment begon het team weer op te leven. Er zou een opmars volgen die in 1997 Ferrari dicht bij de rijderstitel bracht, maar uiteindelijk ging Williams er samen met Jacques Villeneuve mee lopen. Het volgende jaar kon Schumacher wereldkampioen worden tot de laatste race, maar weer liep het mis.
In 1998 kwam Luca Badoer bij het team die vanaf dat moment testrijder is geworden bij het team van Ferrari, alleen in het jaar 1999 reed hij een seizoen voor het team van Minardi maar daarna bleef hij testen voor Ferrari.
In 1999 brak Schumacher zijn been in de Grand Prix op Silverstone. Hij kon geen rol van betekenis meer spelen in het wereldkampioenschap. Teamgenoot Eddie Irvine greep net naast de titel. Ferrari veroverde wel sinds lang opnieuw de constructeurstitel. 2000 was het einde van de 21-jarige lijdensweg van de Scuderia: Schumacher won zijn 3de rijderstitel.
Het volgende jaar was goed voor twee titels. In 2002 zorgde de uitermate dominante F2002 bolide dat Ferrari 15 van de 17 races kon winnen, waarvan Michael Schumacher er 11 behaalde, goed voor zijn 5de wereldtitel. Aanvankelijk leek 2003 niet zo succesvol te worden maar uiteindelijk slaagde Ferrari er toch in zowel de rijderstitel als de constructeurstitel te bemachtigen.
2004 was opnieuw "makkelijk" voor het Italiaanse team: Schumacher zorgde voor 13 overwinningen en de rijderstitel. In 2005 belandde het rode team opnieuw in een diepe put. Het Italiaanse team kon slechts 1 Grand Prix winnen: de farce-race van Indianapolis waar slechts 6 wagens aan de start kwamen. Dat jaar heeft het team het seizoen afgesloten op een 3de plaats.
In 2006 boekte het team betere resultaten, zo won Schumacher zeven races en de nieuw in het team gekomen Felipe Massa twee races. Desondanks besloot Schumacher te stoppen met de Formule 1. Zijn opvolger was de Fin Kimi Räikkönen. In 2007 won Ferrari zowel de rijderstitel met Räikkönen als de constructeurstitel.
In het daaropvolgende seizoen 2008 greep teamgenoot Felipe Massa net naast de titel nadat Räikkönen eerder al was afgehaakt. Wel bezorgden zij dat jaar Ferrari de constructeurstitel door concurrent McLaren voor te blijven in het kampioenschap.

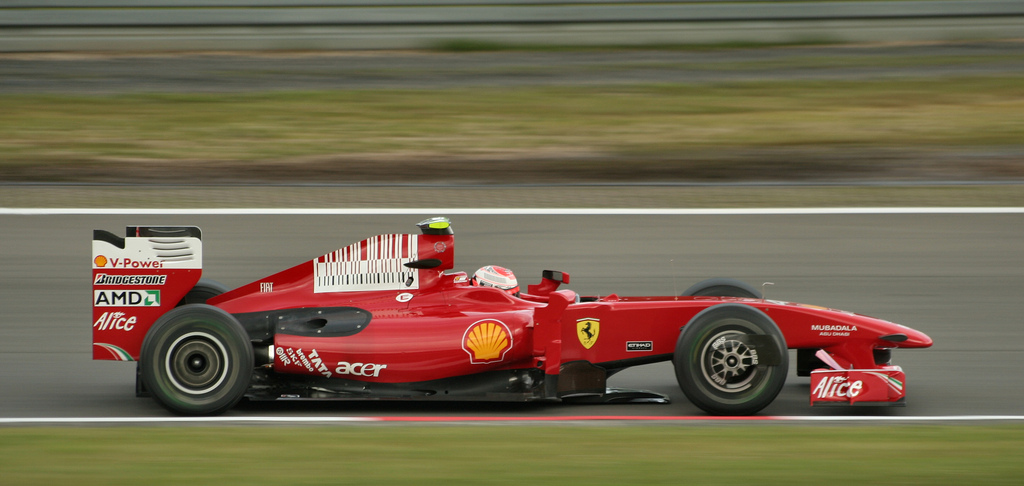
Kimi Räikkönen aan het stuur
(Grote Prijs van Duitsland - 2009)

In 2009 waren de prestaties van het team een schaduw van de jaren ervoor. Deels werd dit geweten aan het feit dat men in 2008 zo druk was met het behalen van het kampioenschap dat de ontwikkeling van de auto voor 2009 op de achtergrond raakte. Naast het feit dat de prestaties tegen vielen was er nog een tegenvaller: het ongeluk van Felipe Massa (een losgeraakt onderdeel van de auto van Rubens Barrichello raakte zijn helm en verwondde zijn oog) waardoor hij voor langere tijd uitgeschakeld was. Luca Badoer verving Massa voor 2 races, maar wegens tegenvallende prestaties werd hij vervangen door Giancarlo Fisichella. In september 2009 steken de geruchten over een overstap van Alonso naar Ferrari in 2010 de kop op. Kimi Räikkönen zou zijn contract dan niet afmaken. Dit gerucht werd bevestigd op 30 september, toen Ferrari naar buiten bracht dat Alonso een driejarig contract heeft getekend bij de Italiaanse renstal, met een optie voor twee extra jaar.
Op 16 januari 2013 werd bekendgemaakt dat Pedro de la Rosa testrijder zou worden voor 2013.
In 2014 keerde Kimi Räikkönen terug bij Ferrari, na twee jaar in het wereldkampioenschap rally en twee jaar bij het Lotus F1 Team te hebben gereden. Dit jaar verliep slecht. Voor het eerst sinds 1993 wist Ferrari geen enkele race te winnen.
Op 20 november 2014 maakte de Scuderia bekend dat Fernando Alonso in Abu Dhabi zijn laatste race voor Ferrari zou rijden en in het seizoen 2015 opgevolgd wordt door Sebastian Vettel. Ook de team-organisatie ging flink op de schop en werd Maurizio Arrivabene aangesteld als nieuwe teambaas.
In 2015 waren Kimi Räikkönen en Sebastian Vettel de coureurs van Ferrari. Dit jaar verliep al een stuk beter. Vettel wist te winnen in Maleisië, Hongarije en Singapore. Toch waren de Mercedes-bolides net als in 2014 te snel. Ferrari eindigde als tweede bij de constructeurs. Ferrari behield Vettel en Räikkönen als coureurs voor 2016.
In 2017 leek de Ferrari weer competitief te zijn. Vettel won de eerste race van het seizoen. Meer overwinningen volgden in Bahrein, Monaco en Hongarije, en Vettel ging de zomerstop in als leider in het kampioenschap: hij leek op jacht naar zijn vijfde coureurstitel. De Duitser eindigde uiteindelijk als tweede in het kampioenschap, achter Mercedes-coureur Lewis Hamilton.
In 2018 was Ferrari wederom zeer competitief in de eerste helft van het seizoen, maar al snel werd duidelijk dat het rommelde bij Ferrari en er grote fouten werden gemaakt, zowel strategisch als organisatorisch. Ook Vettel maakte op cruciale momenten fouten. Zo crashte hij onder natte omstandigheden tijdens zijn thuisrace terwijl hij aan de leiding lag, waardoor het kampioenschap weer aan hem voorbijging. Räikkönen zorgde nog voor een lichtpuntje in de tweede seizoenshelft door in de Verenigde Staten zijn eerste Grand Prix in ruim vijf jaar tijd te winnen. Vettel en Räikkönen werden respectievelijk tweede en derde in de eindstand, opnieuw achter Hamilton.
In 2019 werd Räikkönen bij Ferrari vervangen door de twintigjarige Charles Leclerc. De Monegask was hiermee de jongste Ferrari-coureur sinds Ricardo Rodríguez de la Vega in 1961 voor het team reed. Ook teambaas Maurizio Arrivabene vertrok bij het team en werd vervangen door technisch directeur Mattia Binotto.
In november 2022 liet Mattia Binotto weten dat hij – na een tumultueus verlopen seizoen 2022 – vertrekt als teambaas bij Ferrari. Binotto werd opgevolgd door Frédéric Vasseur.

## Resultaten
Het team is een van de succesvolste zo niet het succesvolste Formule 1-team. Het is houder van een lange lijst belangrijke records. Wat hier wel aan meewerkt, is dat dit het enige Formule 1-team is dat sinds het begin in 1950 onafgebroken aan het kampioenschap deelneemt. Na Ferrari is McLaren de langste deelnemer aan het kampioenschap. McLaren doet pas echter sinds 1966 mee.
De meeste constructeurskampioenschappen: 16 (1961, 1964, 1975, 1976, 1977, 1979, 1982, 1983, 1999, 2000, 2001, 2002, 2003, 2004, 2007 en 2008)
- De meeste coureurskampioenschappen: 15 (1952, 1953, 1956, 1958, 1961, 1964, 1975, 1977, 1979, 2000, 2001, 2002, 2003, 2004 en 2007).

## Formule 1-wagens
| Model       | Jaar | Motor                          | Vermogen                 |
| ----------- | ---- | ------------------------------ | ------------------------ |
| 125 F1      | 1950 | 1497 cc 60° V12 (supercharged) | 230 pk (bij 7.000 rpm)   |
| 275 F1      | 1950 | 3322 cc 60° V12                | 300 pk (bij 7.300 rpm)   |
| 340 F1      | 1950 | 4102 cc 60° V12                | 335 pk (bij 7.000 rpm)   |
| 375 F1      | 1950 | 4494 cc 60° V12                | 330 pk (bij 7.000 rpm)   |
| 553 F1      | 1954 | 2498 cc 4 cilinders in lijn    | 260 pk (bij 7.500 rpm)   |
| 625 F1      | 1954 | 2498 cc 4 cilinders in lijn    | 250 pk (bij 7.200 rpm)   |
| 555 F1      | 1955 | 2498 cc 4 cilinders in lijn    | 260 pk (bij 7.200 rpm)   |
| D50         | 1955 | 2486 cc 90° V8                 | 265 pk (bij 8.000 rpm)   |
| 801 F1      | 1957 | 2493 cc 90° V8                 | 285 pk (bij 8.800 rpm)   |
| 412 MI      | 1958 | 4023 cc 60° V12                | 415 pk (bij 8.000 rpm)   |
| 246 F1      | 1958 | 2417 cc 65° V6                 | 280 pk (bij 8.500 rpm)   |
| 256 F1      | 1959 | 2475 cc 65° V6                 | 295 pk (bij 8.600 rpm)   |
| 156 F1      | 1961 | 1496 cc 65° V6                 | 200 pk (bij 10.500 rpm)  |
| 156 F1      | 1963 | 1477 cc 120° V6                | 205 pk (bij 10.500 rpm)  |
| 158 F1      | 1964 | 1489 cc 90° V8                 | 210 pk (bij 11.000 rpm)  |
| 512 F1      | 1964 | 1490 cc 180° V12               | 220 pk (bij 12.000 rpm)  |
| 312         | 1966 | 2990 cc 60° V12                | 360 pk (bij 10.000 rpm)  |
| 312 B       | 1970 | 2991 cc 180° V12               | 460 pk (bij 12.000 rpm)  |
| 312 B2      | 1971 | 2992 cc 180° V12               | 470 pk (bij 12.600 rpm)  |
| 312 B3      | 1973 | 2992 cc 180° V12               | 485 pk (bij 12.500 rpm)  |
| 312 B3-74   | 1974 | 2992 cc 180° V12               | 495 pk (bij 12.600 rpm)  |
| 312 T       | 1975 | 2992 cc 180° V12               | 495 pk (bij 12.200 rpm)  |
| 312 T2      | 1976 | 2992 cc 180° V12               | 500 pk (bij 12.200 rpm)  |
| 312 T3      | 1978 | 2992 cc 180° V12               | 510 pk (bij 12.200 rpm)  |
| 312 T4      | 1979 | 2992 cc 180° V12               | 515 pk (bij 12.300 rpm)  |
| 312 T5      | 1980 | 2992 cc 180° V12               | 515 pk (bij 12.300 rpm)  |
| 126 C       | 1981 | 1496 cc 120° V6 (turbo)        | 580 pk (bij 11.500 rpm)  |
| 126 C2      | 1982 | 1496 cc 120° V6 (turbo)        | 580 pk (bij 11.000 rpm)  |
| 126 C3      | 1983 | 1496 cc 120° V6 (turbo)        | 600 pk (bij 10.500 rpm)  |
| 126 C4      | 1984 | 1496 cc 120° V6 (turbo)        | 660 pk (bij 11.000 rpm)  |
| 156/85      | 1985 | 1496 cc 120° V6 (turbo)        | 780 pk (bij 11.000 rpm)  |
| F1/86       | 1986 | 1496 cc 120° V6 (turbo)        | 850 pk (bij 11.500 rpm)  |
| F1/87       | 1987 | 1496 cc 90° V6 (turbo)         | 880 pk (bij 11.500 rpm)  |
| F1/87-88C   | 1988 | 1496 cc 90° V6 (turbo)         | 620 pk (bij 12.500 rpm)  |
| F1/89       | 1989 | 3498 cc 65° V12                | 600 pk (bij 12.500 rpm)  |
| F1 641      | 1990 | 3498 cc 65° V12                | 680 pk (bij 12.750 rpm)  |
| F1 642      | 1991 | 3499 cc 65° V12                | 720 pk (bij 13.800 rpm)  |
| F1 643      | 1991 | 3496 cc 65° V12                | 735 pk (bij 14.800 rpm)  |
| F92 A       | 1992 | 3479 cc 65° V12                | 700 pk (bij 14.700 rpm)  |
| F93 A       | 1993 | 3498 cc 65° V12                | 730 pk (bij 14.700 rpm)  |
| 412 T1      | 1994 | 3498 cc 65° V12                | 780 pk (bij 15.000 rpm)  |
| 412 T2      | 1995 | 2997 cc 75° V12                | 700 pk (bij 17.000 rpm)  |
| F310        | 1996 | 2998 cc 75° V10                | 700 pk (bij 16.000 rpm)  |
| F310 B      | 1997 | 2998 cc 75° V10                | 750 pk (bij 17.000 rpm)  |
| F300        | 1998 | 2998 cc 80° V10                | 760 pk (bij 17.600 rpm)  |
| F399        | 1999 | 2997 cc 80° V10                | 800 pk (bij 17.500 rpm)  |
| F1-2000     | 2000 | 2997 cc 90° V10                | 810 pk (bij 17.600 rpm)  |
| F2001       | 2001 | 2997 cc 90° V10                | 840 pk (bij 18.000 rpm)  |
| F2002       | 2002 | 2997 cc 90° V10                | 850 pk (bij 18.000 rpm)  |
| F2003-GA    | 2003 | 2997 cc 90° V10                | 830 pk (bij 18.500 rpm)  |
| F2004       | 2004 | 2997 cc 90° V10                | 950 pk (bij 19.000 rpm)  |
| F2005       | 2005 | 2997 cc 90° V10                | 900 pk (bij 18.800 rpm)  |
| 248 F1      | 2006 | 2398 cc 90° V8                 | 730 pk (bij 19.600 rpm)  |
| F2007       | 2007 | 2398 cc 90° V8                 | 730 pk (bij 19.000 rpm)  |
| F2008       | 2008 | 2398 cc 90° V8                 | 730 pk (bij 19.000 rpm)  |
| F60         | 2009 | 2398 cc 90° V8                 | 730 pk (bij 18.000 rpm)  |
| F10         | 2010 | 2398 cc 90° V8                 | 730 pk (bij 18.000 rpm)  |
| 150° Italia | 2011 | 2398 cc 90° V8                 | 730 pk (bij 18.000 rpm)  |
| F2012       | 2012 | 2398 cc 90° V8                 | 730 pk (bij 18.000 rpm)  |
| F138        | 2013 | 2398 cc 90° V8                 | 730 pk (bij 18.000 rpm)  |
| F14 T       | 2014 | 1600 cc 90° V6 (turbo)         | 750 pk (bij 15.000 rpm)  |
| SF15-T      | 2015 | 1600 cc 90° V6 (turbo)         | 800+ pk (bij 15.000 rpm) |
| SF16-H      | 2016 | 1600 cc 90° V6 (turbo)         | 850+ pk (bij 15.000 rpm) |
| SF70-H      | 2017 | 1600 cc V6 (turbo)             | 900+ pk (bij 15.000 rpm) |
| SF71-H      | 2018 | 1600 cc V6 (turbo)             | 900+ pk (bij 15.000 rpm) |
| SF90        | 2019 | 1600 cc V6 (turbo)             | 900+ pk (bij 15.000 rpm) |
| SF1000      | 2020 | 1600 cc V6 (turbo)             | 900+ pk (bij 15.000 rpm) |
| SF21        | 2021 | 1600 cc V6 (turbo)             | 900+ pk (bij 15.000 rpm) |
| F1-75       | 2022 | 1600 cc V6 (turbo)             | 900+ pk (bij 15.000 rpm) |
| SF-23       | 2023 | 1600 cc V6 (turbo)             | 900+ pk (bij 15.000 rpm) |
| SF-24       | 2024 | 1600 cc V6 (turbo)             | 900+ pk (bij 15.000 rpm) |
| SF-25       | 2025 | 1600 cc V6 (turbo)             | 900+ pk (bij 15.000 rpm) |

- Library of Congress Control Number: n97068634
- Nationale Bibliotheek van Tsjechië: kn20050516023
- Istituto Centrale per il Catalogo Unico: MODV235346
- Virtual International Authority File: 130358168